# Hont
Hont – wieś i gmina w północnej części Węgier, w pobliżu miasta Balassagyarmat. Miejscowość leży na obszarze Średniogórza Północnowęgierskiego, w pobliżu granicy ze Słowacją. Administracyjnie osada należy do powiatu Balassagyarmat, wchodzącego w skład komitatu Nógrád.
Gmina Hont liczy 532 mieszkańców (2009) i zajmuje obszar 24,13 km².
W pobliżu osady znajdują się pozostałości średniowiecznego grodu.